# Đạt Diên Hãn
Đạt Diên Hãn (tiếng Mông Cổ: Даян Хаан; Chữ Mông Cổ: ᠳᠠᠶᠠᠨ
ᠬᠠᠭᠠᠨ; tiếng Trung: 達延汗), tên thật là Batumöngke (tiếng Mông Cổ: Батмөнх; tiếng Trung: 巴圖蒙克; Hán-Việt: Ba Đồ Mông Khắc) (1464–1517/1543) là một Đại hãn của nhà Bắc Nguyên tại Mông Cổ. Danh hiệu trị vì của ông, "Dayan", có nghĩa là "Đại Nguyên", khi ông tự phong mình là Đại hãn của Đại Nguyên, mặc dù triều đại nhà Nguyên, hãn quốc chính của Đế quốc Mông Cổ, đã bị lật đổ bởi triều đại nhà Minh của Trung Quốc hơn một thế kỷ trước đó (1368).
Dayan Khan và hoàng hậu của mình, Mandukhai, đã loại bỏ sức mạnh của người Oirat và bãi bỏ hệ thống taishi (Thái sư) được sử dụng bởi cả các lãnh chúa trong và ngoài nước. Chiến thắng của Dayan Khan tại Dalan Tergin đã thống nhất người Mông Cổ và củng cố danh tính của họ với tư cách là người dân tộc Mông Cổ. Quyết định của ông chia sáu bộ lạc ở miền đông Mông Cổ như là đất phong cho các con trai của ông đã tạo ra sự cai trị Bột Nhi Chỉ Cân phi tập trung nhưng ổn định trên Mông Cổ trong một thế kỷ.

## Tiểu sử
Người ta cho rằng Bạt Đô Mông Kha là con trai của Bá Nhan Mông Kha (Bayanmunh), người là jinong của bộ tộc Bolkhu (hay hoàng tử) thuộc gia tộc Bột Nhi Chỉ Cân và Shiker Taiko (Shihir Taihu) của Uriyangkhai ở Mông Cổ. Bà nội của ông, Sechen, là con gái của Dã Tiên của người Ngõa Lạt (Oirat). Mặc dù bộ lạc Bolkhu và gia đình ông phải chịu đựng những giờ phút đen tối nhất trong cuộc đời dưới triều đại của Dã Tiên và cuộc xung đột nội bộ của triều đại Bắc Nguyên, họ đã được người chú (anh trai) Manduul Khan (cai trị từ 1465-67) chào đón ngay sau khi ông ta đăng quang.
Cha của Bạt Đô Mông Kha và chú Manduul của ông ta đã trả giá vì những lời buộc tội từ các lãnh chúa, và Bá Nhan Mông Kha đã bỏ trốn và bị sát hại. Thái sư Ismayil của Manduul (còn được gọi là Isama) sau đó lấy vợ Shikher và tài sản. Để cứu cuộc đời của Bạt Đô Mông Kha, Shiker đã sinh con cho gia đình Bakhay để chăm sóc ông. Tuy nhiên, Temur-Qadag thuộc bộ tộc Đảng Hạng (đã bị Mông Cổ hóa) đã đưa đứa trẻ từ Bakhay. Vì dòng máu Bột Nhi Chỉ Cân của mình, Bạt Đô Mông Kha được chăm sóc chu đáo bởi những người bình dân Mông Cổ và các quý tộc nhỏ.
Trước cái chết bất ngờ của Manduul Khan năm 1467, Bạt Đô Mông Kha được năm tuổi. Sau đó, ông được thái hậu Mandukhai, góa phụ của Manduul Khan nhận nuôi. Khi những người trung thành của Mandukhai mang Bạt Đô Mông Kha trở lại, ông bị mắc bệnh echinococcus. Mandukhai đã điều trị cho ông và cậu bé Bạt Đô Mông Kha sớm bình phục.

## Trị vì
Là hậu duệ trực tiếp của Hốt Tất Liệt (tại vị giai đoạn 1260-1294), Mandukhai đã đưa ông lên ngai vàng, được biết đến với danh hiệu "Dayan Khan". Khi ông mười chín tuổi, Mandukhai kết hôn với ông và giữ được ảnh hưởng lớn đối với triều đình và quân đội. Họ thống nhất những bộ lạc Mông Cổ ở khu vực phía đông cũ của Đế quốc Mông Cổ. Người Oirat bị đánh bại bởi kỹ năng quân sự của Mandukhai và ông đã kiểm soát được cuộc khai hoang ở miền đông Mông Cổ. Bạt Đô Mông Kha và hoàng hậu Mandukhai đã lãnh đạo quân đội Mông Cổ vào năm 1483 chống lại thái sư Ismayil, người đã chạy trốn sau chiến thắng của đế quốc ở Hami, nơi ông ta bị giết bởi những người Hồi giáo khác và người Thổ Nhĩ Kỳ. Mẹ của Dayan Khan, Shiker đã được đưa trở lại và được phong tước hiệu taikhu (hoàng thái hậu). Tuy nhiên, sau đó bà không sống đủ lâu.
Sức mạnh đế quốc được hỗ trợ bởi Unubold (Naybolad), hậu duệ của Hasar, anh trai của Thành Cát Tư Hãn, và các bộ lạc được cai trị bởi hậu duệ của anh em của Thành Cát Tư Hãn là đồng minh. Hầu hết Liên minh Bốn Oirat còn lại ở Mông Cổ đã đầu hàng và cung cấp quân đội. Chỉ có Khoosai của bộ lạc Tumed từ chối uy quyền tối cao của Dayan Khan nhưng lần lượt bị đánh bại.
Thành tựu quan trọng nhất của cặp vợ chồng là chiến thắng của họ đối với những người Oirat, những người trước đây đã nổi dậy chống lại sự cai trị của các khả hãn Bột Nhi Chỉ Cân kể từ cuối thế kỷ 14. Đến năm 1495, Bạt Đô Mông Kha đã giành quyền sở hữu Tam vệ (Doyin Uriankhai, Ujiyed và Fuyu), vốn là những chư hầu của nhà Minh ở Trung Quốc và đưa họ vào sáu nhóm quân đội của ông.

### Xung đột với nhà Minh lần thứ nhất
Trong khi hãn quốc Kim Trướng đã mất quyền lực ở Nga vào năm 1480, các cuộc đột kích của người Mông Cổ vào biên giới Trung Quốc dưới thời nhà Minh gần như không đổi. Dưới thời Dayan Khan, họ đã đạt đến một cấp độ tổ chức mới. Dayan Khan ban đầu dự định duy trì mối quan hệ tốt đẹp với nhà Minh của Trung Quốc. Sứ giả của ông đã được gửi để yêu cầu ký kết hiệp ước quan hệ thương mại mở kèm với chút lễ vật, nhưng một trong số họ đã bị triều đình nhà Minh giết chết, vì vậy ông đã quyết định phát động các cuộc viễn chinh quân sự vào Trung Quốc. Dayan Khan khi ấy có tư cách là một người cai trị trưởng thành không có hứng thú tham gia hệ thống triều cống của nhà Minh.
Dayan Khan liên minh với Monggoljins ở Toloogen và Khooshai ở Ordos. Với sự di chuyển của Dayan Khan và Mandukhai đến Tám yurt trắng ở Ordos năm 1500, họ đã phát động một cuộc tấn công lớn vào Ninh Hạ và chinh phục một số vùng đất. Lúc đầu, cuộc xâm lược của họ đã gây rắc rối cho người Trung Quốc. Nhưng Vũ, sĩ quan của nhà Minh, và chỉ huy của ông ta đã phục kích quân Mông Cổ và tổ chức một cuộc phản công mạnh mẽ bất ngờ trong nỗ lực bắt sống Dayan Khan vào năm tiếp theo. May mắn thoát khỏi cuộc phản công mãnh liệt của nhà Minh, Dayan Khan đã di chuyển đến sông Kherlen, nhưng các cuộc tấn công quy mô lớn dọc theo biên giới vẫn tiếp tục cho đến năm 1507.

### Sự bất ổn của cánh hữu
Một đoàn sứ giả từ ba khối bộ lạc cánh hữu (Ordos, Tümed và Yöngshiyebü) đã mời Dayan Khan cai trị họ. Bởi vì thái sư Iburai (còn được gọi là Ibrahim), một nhà chinh phục người Duy Ngô Nhĩ hoặc một lãnh chúa Oirat/Kharchin và Mandulai đang thống trị khu vực, nên ba bộ lạc đang tìm kiếm một sự sắp xếp dễ chịu hơn. Trong một cuộc đột kích vào một trong những nhóm phiến quân, quân đội đế quốc đã giết chết em trai của Ibrahim. Dayan Khan phái đến các bộ lạc hai con trai của ông là Ulusbaikh (Ulusbold) và Barsubolad Sainalag để cai trị họ. Khi Ulusbold đang là jinong, ông ta đã bị giết trong một cuộc bạo loạn còn Barsubolad đã trốn thoát. Để trả thù, Dayan Khan đã tấn công ba bộ lạc cánh hữu bằng ba bộ lạc cánh tả của mình (Chakhar, Khalkha và Uriankhai), Khorchin và Abagha. Bởi vì một nhóm lớn bộ lạc Uriankhai đào thoát khỏi Iburai, Dayan Khan đã bị đánh bại lần đầu tiên tại suối Turgen tại lãnh thổ Tumed ngày nay.
Năm 1510, ông đánh tan quân bộ lạc cánh phải và giết chết Mandulai, anh cả Ordos. Iburai chạy trốn đến Kokothyur (Thanh Hải), nơi ông ta vẫn hoạt động đến năm 1533. Dayan Khan đã giải tán nhóm Uriankhai nổi loạn trong số năm nhóm quân khác. Thay vì cho cánh hữu làm nô lệ, Dayan Khan đã cho con mình Barsubolad làm jinong (晉王) vào năm 1513, bãi bỏ các danh hiệu cũ như thái sư (taishi) (太師) và chingsang (丞相) của nhà Nguyên. Ông ta miễn cho binh lính của mình khỏi những kẻ mạo danh và biến họ thành Darqan. Theo một nguồn tin cổ xưa của người Mông Cổ, người Mông Cổ một lần nữa hòa bình sau đó nhờ chính sách của Dayan Khan và hoàng hậu Maudukhai.
Với những thất bại của Iburai và Ismayil, Dayan và Mandukhai có thể loại bỏ sức mạnh của hậu duệ của người Alan, Kypchaks và lãnh chúa Hồi giáo Hami có thể ảnh hưởng đến triều đình Bắc Nguyên ở Mông Cổ.

### Xung đột với nhà Minh lần thứ hai
Từ năm 1513, các dự định xâm lược Trung Quốc của người Mông Cổ được cân nhắc và thực hiện. Dayan Khan xây dựng pháo đài ở Tuyên Hóa và Đại Đồng. Ông cũng đóng 15.000 kỵ binh trên lãnh thổ nhà Minh. Số lượng người Mông Cổ của ông khi đó lên tới 70.000 người, tổ chức hai đợt xâm chiếm Trung Quốc vào các năm 1514 và 1517. Các con trai của ông đã thiết lập một loạt các căn cứ thường trực dọc biên giới Trung Quốc, nơi người Mông Cổ có thể theo dõi Trung Quốc. Dayan Khan liên tục tìm kiếm mối quan hệ thương mại với nhà Minh, nhưng sự từ chối của họ đã thôi thúc ông phát động một cuộc chiến tranh hoàn toàn.
Đỉnh cao quyền lực của quân Mông Cổ đến vào năm 1517, khi Dayan Khan kéo đại quân đánh vào vùng phụ cận Dương Cao, Sơn Tây của Bắc Kinh. Tuy nhiên, nhà Minh đã đại phá quân Mông Cổ trong một trận chiến lớn - sử gọi là Ứng Châu đại tiệp (应州大捷). Sau trận này, Dayan và những người kế vị vẫn tiếp tục đe dọa Trung Quốc cho đến năm 1526. Quân đội Mông Cổ đã tấn công nhà Minh không chỉ ở phía bắc, mà còn ở phía tây vốn ít có xung đột hơn. Hoàng đế Chính Đức nhà Minh đã mất quyền bảo hộ vùng Hami vào tay quân Turfan cùng lúc đó. Năm 1542, Dayan Khan đã đánh bại quân đội Trung Quốc ngay trước khi qua đời.
Quốc gia của Dayan Khan và Mandukhai bấy giờ trải dài từ lãnh nguyên Siberia và hồ Baikal ở phía bắc, qua sa mạc Gobi, đến rìa sông Hoàng Hà và phía nam của nó vào Ordos. Các vùng đất được mở rộng từ các khu rừng của Mãn Châu ở phía Đông qua dãy núi Altai và ra thảo nguyên ở Trung Á.

## Những cải cách
Ông đã tổ chức lại người Mông Cổ phía đông thành 6 khối bộ lạc (nghĩa đen là "mười nghìn") như sau:
- Cánh tả: Khách Nhĩ Khách, Chahar và Uriankhai
- Cánh hữu: Ordos, Tümed và Yöngshiyebü (bao gồm Asud và Kharchin)

Họ có chức năng vừa là đơn vị quân đội vừa là cơ quan hành chính của bộ lạc. Người Bắc Khách Nhĩ Khách và Uriyankhan lần lượt gắn bó với Nam Khách Nhĩ Khách ở phía đông Nội Mông và Doyin Uriyangkhan của Tam vệ. Sau cuộc nổi dậy thất bại của bộ lạc miền bắc Uriankhai, họ bị chia cắt năm 1538 và chủ yếu bị thôn tính bởi miền bắc Khách Nhĩ Khách. Dưới thời Dayan Khan hoặc những người kế vị, miền đông Mông Cổ đã buộc Barga đầu hàng. Tuy nhiên, quyết định của ông để chia sáu bộ lạc cho các con trai của ông, hoặc taijis, và các tabunang địa phương, con rể của taijis, đã tạo ra một hệ thống phân quyền của Bột Nhi Chỉ Cân nhằm bảo đảm hòa bình trong nước và mở rộng ra bên ngoài trong một thế kỷ. Bất chấp sự phân cấp này, vẫn có một sự đồng thuận đáng chú ý trong tầng lớp quý tộc Dayan Khanid và cuộc nội chiến trong nội bộ Chinggisid vẫn chưa được biết đến cho đến thời trị vì của Ligdan Khan (1604-1634).

## Gia quyến
Dayan Khan kết hôn với Mandukhai, Guushi và Jimsgene.
- Cha mẹ:
  - Bayanmunh
  - Shihir Taihu
- Phối ngẫu và con cái:
  - Mandukhai
    - Turbolad
    - Ulusbold
    - Arsubolad
    - Barsubolad
    - Töröltu
    - Ochirbolad
    - Alchubolad
    - Albolad

  - Jimsgene
    - Gersenji
    - Gerbolad

  - Guushi
    - Gert
    - Chintaiji

Các con trai của ông đã được làm thủ lĩnh bộ lạc. Nhiều hãn ở Mông Cổ là hậu duệ của ông như Altan Khan và Ligden Khan. Dayan Khan và người kế nhiệm đã trực tiếp dẫn dắt bộ lạc Chahar. Các biên niên sử Trung Quốc thời nhà Minh coi ông là Đại hãn đã khôi phục lại ánh hào quang trước đây của Đế quốc Mông Cổ. Có nhiều điều không chắc chắn về cuộc sống của Dayan Khan sau cái chết của Mandukhai. Năm qua đời được ước tính từ năm 1517 đến năm 1543.